# Musikdozent
Ein Musikdozent ist eine Lehrkraft, die an höheren Bildungseinrichtungen Musikfächer lehrt bzw. Musikstudenten unterrichtet.

## Begriff
Ein Musikdozent ist ein Lehrer, der erwachsene Musikstudenten unterrichtet, die einen Musikberuf anstreben. Er ist entweder an Universitäten und Musikhochschulen oder an Bildungseinrichtungen wie Akademien und Konservatorien als Dozent tätig. Er kann damit unterschieden werden von einem  staatlich ausgebildeten Schullehrer, der das Fach „Schulmusik“ studiert hat und an allgemeinbildenden Schulen oder an einer Musikschule oder einem Musischen Gymnasium bzw. Musikgymnasium das Fach „Musik“ unterrichtet. 
Allerdings ist der Begriff des Musikdozenten – ebenso wie der des Lehrers – eine ungeschützte Berufsbezeichnung und wird teilweise auch anders verwendet.

## Zur Geschichte
Zu den Vorläufern der Musikdozenten gehören auch die selbständigen „Musikmeister“, die noch in den 1920er Jahren in ihrer Musikschule gegen Zahlung von Lehrgeld Musiklehrlinge in Gesang und vier bis fünf Instrumentalfächern ausbildeten. Ferner mussten die Lehrlinge laut Lehrvertrag eine Uniform tragen und ein „Fahrrad mit Beleuchtung“ mitbringen. Fortgeschrittene Musiklehrlinge durften dann am Wochenende mit ihren Fahrrädern auf Dörfer fahren und auf festlichen Veranstaltungen in der Schülerkapelle des Musikmeisters in Uniform auftreten und dabei weitere Erfahrungen sammeln.

## Ausbildung
Um hauptberuflich oder nebenberuflich Musikdozent werden zu können, ist in der Regel ein Musikstudium erforderlich. Ähnlich wie Musiklehrer oder Musikpädagogen, die Musiktheorie und Musikgeschichte, Gehörbildung, Harmonielehre etc. unterrichten wollen, können angehende Musikdozenten an der Universität und Musikhochschulen Musikwissenschaften, Komposition und Pädagogik studieren.
Musikstudenten, die später als Musikdozenten in einem künstlerischen Fach (z. B. Gesang, Flöte, Geige, Klavier oder Trompete) unterrichten wollen, müssen Fächer mit den entsprechenden Instrumenten belegen und eine pädagogische Zusatzausbildung absolvieren. 
Das Besondere an Musikdozenten ist, dass auch bühnenerfahrene Musiker oder Dozenten mit besonderer Berufserfahrung ohne pädagogische Ausbildung nebenberuflich unterrichten können. Die hierfür erforderlichen Kenntnisse und Erfahrungen haben sie nicht immer im akademischen Bereich gesammelt, sondern vor allen Dingen in ihrer beruflichen Musikausübung erworben.

## Aufgabenbereiche
Jeder Musikdozent hat einen oder zwei Bereiche, in denen er Spezialist ist und in denen er unterrichtet. In der Regel gibt es folgende Bereiche:
- Methodik und Didaktik:
Pädagogische Psychologie und Musikpädagogik, Musikdidaktik, Rhythmik, Klaviermethodik, Methodik des Gesangs sowie die Methodik der einzelnen Instrumente
- Theorie, Musikwissenschaft:
Gehörbildung, Tonsatz, Satzlehre mit Praxis am Klavier, Akustik und Instrumentenkunde, Harmonische Analyse, Formenlehre / Analyse, Musikgeschichte
- Instrumentalistik:
Tasteninstrumente, Streichinstrumente, Holzblasinstrumente, Blasinstrumente, Schlaginstrumente, Zupfinstrumente
- Gesang
- Verbreiterungsfächer:
Jazz/Popmusik, Kirchenmusik